# 128593 Balfourwhitney
128593 Balfourwhitney este o planetă minoră (asteroid), cu un diametru de 2,765 km, din centura de asteroizi. A fost descoperită pe 20 august 2004 la Goodricke-Pigott Observatory⁠(d) de Roy A. Tucker⁠(d). 
Obiectul prezintă o orbită caracterizată de o semiaxă mare de 2,738527205725 UAi, o excentricitate de 0,20792875403472, o înclinație de 3,4403863368724 ° în raport cu ecliptica.